# Hortisole

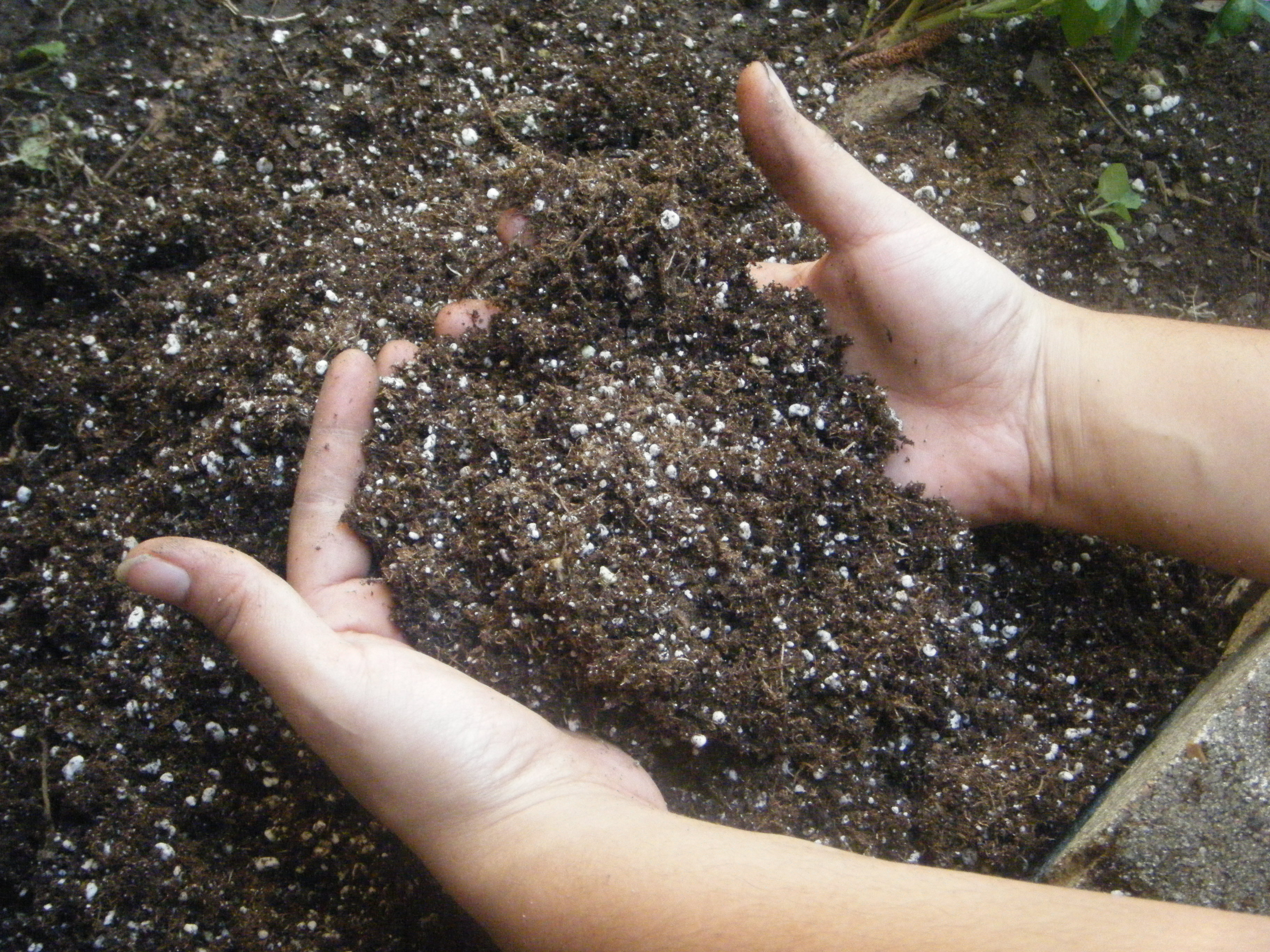
hortisol

Hortisole (HO) – gleby ogrodowe, ich charakterystyczną cechą jest głęboki poziom akumulacyjny bogaty w próchnicę. Poziom ten jest sztucznie kształtowany przez człowieka za pomocą odpowiednich zabiegów agrotechnicznych. Zbliżone budową do czarnoziemów. Są bogate w fosfor ogólny, szczególnie w warstwie 0-20 cm, co sprzyja aktywności mikrobiologicznej